# Closterium acutum
Closterium acutum  là một loài Song tinh tảo trong họ Desmidiaceae, thuộc chi Closterium.